# Comuna de Szemud
Szemud (polaco: Gmina Szemud) é uma gminy (comuna) na Polónia, na voivodia de Pomerânia e no condado de Wejherowski. A sede do condado é a cidade de Szemud.
De acordo com os censos de 2004, a comuna tem 12 229 habitantes, com uma densidade 69,3 hab/km².

## Área
Estende-se por uma área de 176,57 km², incluindo:
- área agrícola: 67%
- área florestal: 20%

## Demografia
Dados de 30 de Junho 2004:
|                      | Total   | Total | Mulheres | Mulheres | Homens  | Homens |
| -------------------- | ------- | ----- | -------- | -------- | ------- | ------ |
|                      | pessoas | %     | pessoas  | %        | pessoas | %      |
| População            | 12 229  | 100   | 5967     | 48,8     | 6262    | 51,2   |
| Densidade (pop./km²) | 69,3    | 100   | 33,8     | 33,8     | 35,5    | 35,5   |

De acordo com dados de 2005, o rendimento médio per capita ascendia a 1861,09 zł.

## Comunas vizinhas
- Gdynia, Kartuzy, Linia, Luzino, Przodkowo, Wejherowo, Żukowo